# Immanuel Wallerstein
Immanuel Maurice Wallerstein (/ˈwɔːlərstiːn/) (New York, 28 settembre 1930 – New York, 31 agosto 2019) è stato un sociologo, storico ed economista statunitense, noto per il suo sviluppo dell'approccio generale in sociologia che ha portato alla nascita del suo approccio al sistema-mondo.
Dopo il dottorato in sociologia alla Columbia University di New York, Wallerstein ha insegnato all'Università McGill di Montréal in Canada dal 1971 al 1976, quindi alla Binghamton University di New York fino al 1999. Fino al 2005 fu direttore del Fernand Braudel Center for the Study of Economies, Historical Systems, and Civilizations della Binghamton University. Già presidente dell'International Sociological Association. Deve la sua notorietà soprattutto ai pionieristici studi sul sistema-mondo, in particolare a Il sistema mondiale dell'economia moderna in tre volumi.
Wallerstein ha pubblicato commenti bimestrali sindacati attraverso Agence Global sugli affari del mondo da ottobre 1998 a luglio 2019. È stato ricercatore senior presso l'Università di Yale dal 2000 fino alla sua morte nel 2019.

## Biografia
L'origine del nome di famiglia viene da Wallerstein in Germania. Il padre era medico. I genitori di Wallerstein vivevano a Berlino ed emigrarono negli anni 1920 negli Stati Uniti.
Essendo cresciuto in una famiglia politicamente attiva, Wallerstein si interessò per la prima volta agli affari del mondo da adolescente mentre viveva a New York. Conseguì tutti e tre i suoi titoli in sociologia alla Columbia University: un Bachelor of Arts nel 1951, un Master of Arts nel 1954 e un dottorato nel 1959. Ebbe come docenti Robert K. Merton, Paul Felix Lazarsfeld, Seymour Martin Lipset, Daniel Bell e Johan Galtung. In seguito, durante tutto il corso della vita, Wallerstein studiò anche in università in tutto il mondo, tra cui l'Università di Oxford dal 1955 al 1956, l'Université libre de Bruxelles, l'Università di Parigi-Diderot e l'Università nazionale autonoma del Messico.
Dal 1951 al 1953 Wallerstein prestò servizio nell'esercito statunitense. Dopo essere tornato dal suo servizio, scrisse la tesi magistrale sul maccartismo come fenomeno della cultura politica statunitense, ampiamente citata, e che, affermò Wallerstein, "confermò la mia sensazione che avrei dovuto considerarmi, nella lingua degli anni '50, un 'sociologo politico'". Undici anni dopo, il 25 maggio 1964, sposò Beatrice Friedman; la coppia ebbe tre figli e cinque nipoti.

### Carriera accademica
La carriera accademica e professionale di Wallerstein prese il via alla Columbia University come istruttore e in seguito professore associato di sociologia dal 1958 al 1971. Durante il suo periodo lì, Wallerstein fu un importante sostenitore degli studenti durante le proteste della Columbia University del 1968. Nel 1971 si trasferì da New York a Montréal, dove insegnò all'Università McGill per cinque anni.
Inizialmente, la principale area di interesse intellettuale di Wallerstein non era la politica statunitense, ma la politica del mondo extraeuropeo, in particolare dell'India e dell'Africa. Per due decenni, Wallerstein è stato uno studioso dell'Africa, pubblicando numerosi libri e articoli, e nel 1973, è diventato presidente della African Studies Association.
Nel 1976 a Wallerstein fu offerta l'opportunità di perseguire una nuova strada di ricerca, prendendo le redini del Fernand Braudel Center for the Study of Economies, Historical Systems and Civilization presso la Binghamton University di New York, cui missione è "impegnarsi nell'analisi del cambiamento sociale su larga scala per lunghi periodi di tempo storico". Il Centro è stato aperto con il supporto editoriale di una nuova rivista Review (di cui Wallerstein era l'editore fondatore) e avrebbe continuato a produrre un corpus di lavori che "ha fatto molto per rinvigorire la sociologia e le sue discipline sorelle, in particolare la storia e l'economia politica". Wallerstein fu professore onorario di sociologia a Binghamton fino al suo pensionamento nel 1999.
Durante la sua carriera, Wallerstein fu professore ospite presso l'Università cinese di Hong Kong, in British Columbia e ad Amsterdam, tra gli altri. Fu insignito di numerosi titoli onorari, saltuariamente direttore di studi presso l'École des Hautes Études en Sciences Sociales di Parigi, e presidente dell'International Sociological Association tra il 1994 e il 1998. Negli anni 1990 presiedette la Commissione Gulbenkian per la riforma delle scienze sociali, il cui scopo era quello di indicare una direzione per l'indagine scientifico-sociale per i successivi 50 anni.
Dal 2000 Wallerstein fu ricercatore senior presso l'Università Yale. Fu anche membro dell'Advisory Editors Council della rivista Social Evolution & History. Nel 2003 ricevette il premio Career of Distinguished Scholarship dalla American Sociological Association, e nel 2004 la medaglia d'oro Kondratieff dalla International ND Kondratieff Foundation e dalla Russian Academy of Natural Sciences (RAEN).

## Pensiero
(Immanuel Wallerstein)
Un'esperienza per lui molto formativa fu la conoscenza diretta dell'Africa post-coloniale. Da ricordare tra l'altro il contributo da lui riconosciuto a vari docenti della Columbia University tra cui Charles Wright Mills. Gran parte del pensiero di Wallerstein riprende concetti già espressi dallo storico francese Fernand Braudel e dall'economista/antropologo Karl Polanyi. Da Fernand Braudel vengono ripresi concetti relativi al capitalismo nonché l'approccio metodologico della longue durée. A partire, invece, dalla divisione compiuta da Karl Polanyi in relazione ai modi in cui l'economia si integra alla società, sviluppa parallelamente la teoria del sistema-mondo.
Wallerstein iniziò come esperto di affari africani post-coloniali, che scelse come fulcro dei suoi studi dopo aver partecipato a conferenze internazionali nel 1951 e 1952. Le sue pubblicazioni erano quasi esclusivamente dedicate a questo tema fino ai primi anni 1970, quando iniziò a distinguersi come storico e teorico dell'economia capitalista globale. Le sue prime critiche al capitalismo globale e al ruolo di guida dei "movimenti anti-sistema" lo resero eminenza grigia del movimento anti-globalizzazione all'interno e all'esterno della comunità accademica, insieme a Noam Chomsky e Pierre Bourdieu.

### Il sistema-mondo
Il suo lavoro più importante, The Modern World-System, è apparso in quattro volumi dal 1974 al 2011. In esso, Wallerstein attinge a diverse influenze intellettuali:
- Karl Marx, di cui adotta l'attenzione ai fattori economici sottostanti e la loro preponderanza sui fattori ideologici nella politica globale, e idee come la dicotomia tra capitale e lavoro, criticando allo stesso tempo la visione marxiana di uno sviluppo economico mondiale deterministico, attraverso fasi come il feudalesimo e il capitalismo e la sua convinzione nell'accumulazione di capitale, dialettica e altro;
- Teoria delle dipendenze, per i concetti di "core" e "periferia".

Tuttavia, Wallerstein classifica Frantz Fanon, Fernand Braudel e Ilya Prigogine come i tre pensatori che hanno avuto il maggiore impatto "nel modificare la mia linea di argomentazione (invece di approfondire una linea di argomentazione parallela)". In The Essential Wallerstein, elenca cronologicamente i tre individui e ne descrive l'influenza sui suoi punti di vista:
- Frantz Fanon: "Fanon ha rappresentato per me l'espressione dell'insistenza da parte di coloro che non hanno il diritto al moderno sistema mondiale di avere voce, visione e pretesa non solo di giustizia ma di valutazione intellettuale".
- Fernand Braudel: che aveva descritto lo sviluppo e le implicazioni politiche di vaste reti di scambio economico nel mondo europeo tra il 1400 e il 1800, "più di chiunque altro mi ha reso consapevole dell'importanza centrale della costruzione sociale del tempo e dello spazio e del suo impatto su le nostre analisi ".
- Ilya Prigogine: "Prigogine mi ha costretto ad affrontare le implicazioni di un mondo in cui non esistevano certezze - ma la conoscenza continuava a esistere".

Secondo Wallerstein esistono 2 tipi di sistema-mondo: gli imperi-mondo (centralizzati e basati sulla ridistribuzione delle risorse che dalla periferia giungono al centro sotto forma, ad esempio, di contributi fiscali e da qui vengono poi ridistribuite) e le economie-mondo. Mentre sono, storicamente, esistiti più imperi-mondo, l'economia-mondo è in realtà unica, e corrisponde al nostro attuale sistema-mondo.
Prima del 1500, il sistema impero-mondo prevalse sull'economia-mondo, ma è dal XVI secolo che il sistema subisce un'inversione, evolvendosi poi in quel che sarà l'economia-mondo capitalistica (come detto, l'unica esistita). La crisi del sistema è legata, anche, alla crisi di ciò che viene definito egemone (ad esempio possiamo definire egemone l'Inghilterra imperiale) che pone fine ad una fase detta A (di crescita) e dà inizio alla fase B (di decrescita). I cicli, secondo Wallerstein, in quanto tali, si ripetono.
Wallerstein elaborò la teoria del moderno sistema-mondo divisa in:
- l'idea di una scala di piani di ricerca che va dal sistema mondo all'economia domestica
- l'idea di un'incorporazione dei territori esterni all'economia-mondo capitalistica
- il concetto di semi-periferia, che indica una relazione tra le economie-mondo e le periferie

L'ultimo concetto, la semi-periferia, è meglio comprensibile in questi termini: Wallerstein rifiuta il concetto di Terzo Mondo, affermando che il sistema-mondo, in quanto tale, coinvolga tutti gli stati, i quali rivestono, all'interno del sistema, un ruolo distinto. Distinguiamo stati Centrali, Periferici e Semi-periferici. La Periferia del sistema è rappresentato dai paesi definiti del Terzo Mondo, che forniscono al Centro materie prime e, in caso di delocalizzazione, forza lavoro a basso costo e prodotti finiti. Tali manifatture vengono poi trasferite verso il Centro e da qui immesse nel mercato. In questo passaggio, si realizza ciò che A.G. Frank ha definito scambio ineguale per cui il Centro acquista dalla Periferia, a prezzi bassissimi, i materiali per la produzione di manufatti che verranno poi rivenduti agli stessi paesi periferici a prezzi, chiaramente, superiori a quelli delle materie prime vendute e necessarie alla produzione. Questo determina il sottosviluppo e la dipendenza della Periferia dal Centro. Sono, invece, Semi-periferici paesi instabili, che tendono ad allontanarsi dalla periferia avvicinandosi al centro (India, Cina, Brasile).
Il primo volume di Wallerstein sulla teoria dei sistemi del mondo (The Modern World System, 1974) è stato prevalentemente scritto durante un anno presso il Center for Advanced Study in the Behavioral Sciences (ora affiliato alla Stanford University). In esso, sosteneva che il sistema mondiale moderno si distingue dagli imperi per la sua dipendenza dal controllo economico dell'ordine mondiale da parte di un centro capitalista dominante (core) nelle relazioni economiche e politiche sistemiche con aree del mondo periferiche e semi-periferiche.
Wallerstein respinse la nozione di "Terzo mondo", sostenendo che esiste un solo mondo collegato da una complessa rete di relazioni di scambio economico, vale a dire una "economia mondiale" o "sistema-mondo" in cui la "dicotomia del capitale e il lavoro "e l'infinita" accumulazione di capitale "da parte di agenti in competizione (storicamente compresi, ma non limitati a, gli stati-nazione) spiegano gli attriti. Questo approccio è noto come teoria del sistema-mondo.
Wallerstein individuò l'origine del moderno sistema mondiale nell'Europa occidentale e nelle Americhe del XVI secolo. Un leggero anticipo iniziale nell'accumulazione di capitale in Gran Bretagna, Repubblica olandese e Francia, a causa di circostanze politiche specifiche alla fine del periodo di feudalesimo, mise in moto un processo di espansione graduale. Di conseguenza, esiste solo una rete globale o un sistema di scambio economico nella società moderna. Nel diciannovesimo secolo, praticamente ogni area della terra fu incorporata nell'economia mondiale capitalista.
Il sistema mondiale capitalista è lungi dall'essere omogeneo in termini culturali, politici ed economici; invece, è caratterizzato da differenze fondamentali nello sviluppo sociale, nell'accumulo di potere politico e nel capitale. Contrariamente alle teorie affermative della modernizzazione e del capitalismo, Wallerstein non concepisce queste differenze come semplici residui o irregolarità che possono e saranno superate con l'evoluzione del sistema.
Una divisione duratura del mondo in centro, semi-periferia e periferia è una caratteristica intrinseca della teoria del sistema mondiale. Altre teorie, parzialmente tratte da Wallerstein, tralasciano la semi-periferia e non consentono una scala di grigi dello sviluppo. Aree che finora sono rimaste fuori dalla portata del sistema mondiale vi entrano nella fase di "periferia". Esiste una "divisione del lavoro" fondamentale e istituzionalmente stabilizzata tra nucleo e periferia: mentre il nucleo ha un alto livello di sviluppo tecnologico e produce prodotti complessi, il ruolo della periferia è quello di fornire materie prime, prodotti agricoli e manodopera a basso costo per gli agenti in espansione del nucleo. Lo scambio economico tra core e periferia avviene a condizioni ineguali: la periferia è costretta a vendere i suoi prodotti a prezzi bassi, ma deve acquistare i prodotti del core a prezzi relativamente alti. Una volta stabilito, questo stato disuguale tende a stabilizzarsi a causa di vincoli intrinseci, quasi deterministici. Gli stati di centro e periferia non sono esclusivi e fissati geograficamente, ma sono reciproci. Una zona definita come "semi-periferia" funge da periferia del centro e da centro relativo per la periferia. Alla fine del XX secolo, questa zona comprendeva Europa orientale, Cina, Brasile e Messico. È importante notare che le zone centrali e periferiche possono coesistere nella stessa posizione.
Un effetto dell'espansione del sistema mondiale è la mercificazione delle cose, compreso il lavoro umano. Le risorse naturali, la terra, il lavoro e le relazioni umane vengono gradualmente eliminate dal loro valore "intrinseco" e trasformate in merci in un mercato che ne determina il valore di scambio.

### Visioni sul capitalismo
La sua affermazione È semplicemente falso che il capitalismo come sistema storico sia stato un progresso sui vari sistemi storici che lo hanno preceduto e che esso ha distrutto o trasformato è una presa di posizione unica nel suo genere, e piuttosto solitaria, ma è il punto di partenza per una visione critica del presente. La realtà storica infatti è sempre stata costituita da un'antinomia tra l'immaginazione degli sfruttatori e la capacità degli oppressi di farsi valere contro di essi. La sua concezione dei cambiamenti storici prevede per i prossimi 50 anni una lotta molto forte tra i due elementi di questa antinomia. La posta in gioco è la scelta tra un sistema sociale molto più autoritario dell'attuale o uno più democratico e partecipativo.

### Globalizzazione e alter-mondialismo
Wallerstein affermò anche che un'altra grande influenza sul suo lavoro fu la "rivoluzione mondiale" del 1968. Era alla facoltà della Columbia University al momento della rivolta degli studenti lì, e ha partecipato a un comitato di facoltà che ha tentato di risolvere la disputa. Ha sostenuto in diverse opere che questa rivoluzione ha segnato la fine del "liberalismo" come ideologia praticabile nel sistema mondiale moderno. Ha anche sostenuto che la fine della guerra fredda, piuttosto che segnare un trionfo per il liberalismo, indica che l'attuale sistema è entrato nella sua fase di "fine"; un periodo di crisi che si concluderà solo quando sarà sostituito da un altro sistema. Wallerstein ha anticipato la crescente importanza della divisione Nord-Sud in un momento in cui il principale conflitto mondiale era la Guerra Fredda.
Ha sostenuto dal 1980 che gli Stati Uniti d'America sono un "egemone in declino". Fu spesso deriso per aver fatto questa affermazione negli anni '90, ma dalla guerra in Iraq questo argomento è diventato più diffuso. Nel complesso, Wallerstein ha visto lo sviluppo dell'economia mondiale capitalista come dannoso per gran parte della popolazione mondiale. Similmente a Marx, Wallerstein predisse che il capitalismo sarebbe stato sostituito da un'economia socialista.
Wallerstein ha partecipato e scritto sul World Social Forum.
Negli ultimi due decenni, Wallerstein si è concentrato sempre più sulle basi intellettuali del moderno sistema mondiale e sulla ricerca di teorie universali sul comportamento umano. Inoltre, ha mostrato interesse per le "strutture della conoscenza" definite dalla divisione disciplinare tra sociologia, antropologia, scienze politiche, economia e scienze umane, che egli stesso considerava Eurocentrico. Nell'analizzarli, fu fortemente influenzato dalle "nuove scienze" di teorici come Ilya Prigogine.

### Critica
La teoria di Wallerstein ha suscitato aspre critiche, non solo dai circoli neoliberali o conservatori, ma anche da alcuni storici che affermano che alcune delle sue affermazioni potrebbero essere storicamente errate. Alcuni critici suggeriscono che Wallerstein tende a trascurare la dimensione culturale del moderno sistema mondiale, sostenendo che esiste un sistema mondiale di cultura globale che è indipendente dai processi economici del capitalismo; questo lo riduce a ciò che alcuni chiamano ideologie "ufficiali" degli Stati che possono essere facilmente rivelate come semplici agenzie di interesse economico. Tuttavia, il suo approccio analitico, insieme a quello di teorici associati come Andre Gunder Frank, Terence Hopkins, Samir Amin, Christopher Chase-Dunn, Thomas D. Hall e Giovanni Arrighi, ha avuto un impatto significativo sul campo e ha istituito un base dedicata all'approccio generale dell'indagine intellettuale. I loro studi hanno anche attirato un forte interesse dal movimento anti-globalizzazione.

### Termini e definizioni
Sistema-mondo capitalista La definizione di Wallerstein segue la teoria della dipendenza, che intendeva combinare gli sviluppi delle diverse società dal XVI secolo in diverse regioni in un unico sviluppo collettivo. La principale caratteristica della sua definizione è lo sviluppo di una divisione globale del lavoro, compresa l'esistenza di unità politiche indipendenti (in questo caso, gli stati) allo stesso tempo. Non esiste un centro politico, rispetto agli imperi globali come l'impero romano; invece, il sistema capitalistico mondiale è identificato dall'economia di mercato globale. È diviso in regioni centrali, semi-periferiche e periferiche ed è governato dal metodo di produzione capitalista .
Centro / periferia Definisce la differenza tra paesi sviluppati e in via di sviluppo, caratterizzati ad esempio da potere o ricchezza. Il nucleo si riferisce ai paesi sviluppati, la periferia ai paesi in via di sviluppo dipendenti. Il motivo principale della posizione dei paesi sviluppati è il potere economico.
Semi-periferia Definisce gli stati che si trovano tra il nucleo e la periferia e che beneficiano della periferia attraverso relazioni di scambio disuguali. Allo stesso tempo, il nucleo beneficia della semi-periferia attraverso relazioni di scambio diseguali.
Quasi-monopoli Definisce un tipo di monopolio in cui esiste più di un fornitore di servizi per un particolare bene / servizio. Wallerstein afferma che i quasi monopoli si auto-liquidano perché i nuovi venditori entrano nel mercato esercitando una pressione politica per aprire i mercati alla concorrenza.
Cicli di Kondratiev Un'onda di Kondratiev è definita come una tendenza ciclica nell'economia mondiale. È anche noto come un superciclo. Wallerstein sostiene che le guerre globali sono legate alle ondate di Kondratiev. Secondo lui, i conflitti globali si verificano all'avvio della fase estiva di un'onda, che è quando la produzione di beni e servizi in tutto il mondo è in ripresa.
Geocultura Secondo Wallerstein a partire dalla rivoluzione francese l’economia-mondo capitalista ha sviluppato istituzioni, dinamiche e strumenti in grado di assorbire le contraddizioni generate dal capitalismo e ricondurle all’interno di un cambiamento sociale che non mini l’essenza del sistema, che non metta cioè in discussione la dinamica di accumulazione capitalista. Wallerstein chiama geocultura l’insieme di tali istituzioni: le ideologie, i movimenti anti-sistemici e le scienze sociali.

## Lavori

### Opere in italiano
- Il sistema mondiale dell'economia moderna,

I, L'agricoltura capitalistica e le origini del sistema mondiale dell'economia mondo-europea nel XVI secolo, Bologna, Il Mulino, 1978; 1982.
II, Il mercantilismo e il consolidamento dell'economia-mondo europea. 1600-1750, Bologna, Il Mulino, 1986.
III, L'era della seconda grande espansione dell'economia-mondo capitalistica, 1730-1840, Bologna, Il Mulino, 1995. ISBN 88-15-05195-3.
- Il capitalismo storico, Torino, Einaudi, 1985. ISBN 88-06-58677-7.
- Razza, nazione, classe. Le identità ambigue, con Étienne Balibar, Roma, Edizioni associate, 1991. ISBN 88-267-0086-9; 1996. ISBN 88-267-0230-6.
- La scienza sociale: come sbarazzarsene. I limiti dei paradigmi ottocenteschi, Milano, Il saggiatore, 1995. ISBN 88-428-0244-1.
- Aprire le scienze sociali, con altri, Milano, Angeli, 1997. ISBN 88-464-0292-8.
- Dopo il liberalismo, Milano, Jaca book, 1999. ISBN 88-16-40451-5; 2017. ISBN 978-88-16-41390-0.
- Geopolitica e geocultura. Saggi sull'evoluzione del sistema-mondo, Trieste, Asterios, 1999. ISBN 88-86969-22-8.
- Capitalismo storico e Civiltà capitalistica, Trieste, Asterios, 2000. ISBN 88-86969-23-6.
- Navigando nella transizione, Roma, Prospettiva edizioni, 2002. ISBN 88-8022-091-8.
- Liberalismo e democrazia: Freres Ennemis?, Il ventesimo secolo: buio a mezzogiorno?, Gli intellettuali in un'epoca di transizione, Trieste, Asterios, 2002. ISBN 88-86969-92-9.
- Alla scoperta del sistema mondo, Roma, Manifestolibri, 2003. ISBN 88-7285-272-2; 2010. ISBN 978-88-7285-601-7.
- Utopistica. Le scelte storiche del XXI secolo, Trieste, Asterios, 2003. ISBN 88-86969-24-4.
- Il declino dell'America, Milano, Feltrinelli, 2004. ISBN 88-07-10361-3.
- Comprendere il mondo. Introduzione all'analisi dei sistemi-mondo, Trieste, Asterios, 2006. ISBN 978-88-95146-03-4.
- La retorica del potere. Critica dell'universalismo europeo, Roma, Fazi, 2007. ISBN 978-88-8112-841-9.

### Opere complessive
| Anno | Titolo | Autore                                                                                       | Editore                                       |  |
| ---- | --- | -------------------------------------------------------------------------------------------- | --------------------------------------------- |  |
| 1961 | Africa, The Politics of Independence                                                                                           | Immanuel Wallerstein                                                                         | New York: Vintage Books                       |  |
| 1964 | The Road to Independence: Ghana and the Ivory Coast                                                                            | Immanuel Wallerstein                                                                         | Paris & The Hague: Mouton                     |  |
| 1967 | Africa: The Politics of Unity                                                                                                  | Immanuel Wallerstein                                                                         | New York: Random House                        |  |
| 1969 | University in Turmoil: The Politics of Change                                                                                  | Immanuel Wallerstein                                                                         | New York: Atheneum                            |  |
| 1972 | Africa: Tradition & Change | Immanuel Wallerstein with Evelyn Jones Rich                                                  | New York: Random House                        |  |
| 1974 | The Modern World-System, vol. I: Capitalist Agriculture and the Origins of the European World-Economy in the Sixteenth Century | Immanuel Wallerstein                                                                         | New York/London: Academic Press               |  |
| 1979 | The Capitalist World-Economy                                                                                                   | Immanuel Wallerstein                                                                         | Cambridge University Press                    |  |
| 1980 | The Modern World-System, vol. II: Mercantilism and the Consolidation of the European World-Economy, 1600-1750                  | Immanuel Wallerstein                                                                         | New York: Academic Press                      |  |
| 1982 | World-Systems Analysis: Theory and Methodology                                                                                 | Immanuel Wallerstein with Terence K. Hopkins et al.                                          | Beverly Hills: Sage                           |  |
| 1982 | Dynamics of Global Crisis | Immanuel Wallerstein with Samir Amin, Giovanni Arrighi and Andre Gunder Frank                | London: Macmillan                             |  |
| 1983 | Historical Capitalism | Immanuel Wallerstein                                                                         | London: Verso                                 |  |
| 1984 | The Politics of the World-Economy. The States, the Movements and the Civilizations                                             | Immanuel Wallerstein                                                                         | Cambridge: Cambridge University Press         |  |
| 1986 | Africa and the Modern World | Immanuel Wallerstein                                                                         | Trenton, NJ: Africa World Press               |  |
| 1989 | The Modern World-System, vol. III: The Second Great Expansion of the Capitalist World-Economy, 1730-1840's                     | Immanuel Wallerstein                                                                         | San Diego: Academic Press                     |  |
| 1989 | Antisystemic Movements | Immanuel Wallerstein with Giovanni Arrighi and Terence K. Hopkins                            | London: Verso                                 |  |
| 1990 | Transforming the Revolution: Social Movements and the World-System                                                             | Immanuel Wallerstein with Samir Amin, Giovanni Arrighi and Andre Gunder Frank                | New York: Monthly Review Press                |  |
| 1991 | Race, Nation, Class: Ambiguous Identities                                                                                      | Immanuel Wallerstein with Étienne Balibar                                                    | London: Verso.                                |  |
| 1991 | Geopolitics and Geoculture: Essays on the Changing World-System                                                                | Immanuel Wallerstein                                                                         | Cambridge: Cambridge University Press         |  |
| 1991 | Unthinking Social Science: The Limits of Nineteenth Century Paradigms                                                          | Immanuel Wallerstein                                                                         | Cambridge: Polity                             |  |
| 1995 | After Liberalism | Immanuel Wallerstein                                                                         | New York: New Press                           |  |
| 1995 | Historical Capitalism, with Capitalist Civilization                                                                            | Immanuel Wallerstein                                                                         | London: Verso                                 |  |
| 1998 | Utopistics: Or, Historical Choices of the Twenty-first Century                                                                 | Immanuel Wallerstein                                                                         | New York: New Press                           |  |
| 1999 | The End of the World As We Know It: Social Science for the Twenty-first Century                                                | Immanuel Wallerstein                                                                         | Minneapolis: University of Minnesota Press    |  |
| 2001 | Democracy, Capitalism, and Transformation                                                                                      | Immanuel Wallerstein                                                                         | Documenta 11, Vienna, March 16, 2001          |  |
| 2003 | Decline of American Power: The U.S. in a Chaotic World                                                                         | Immanuel Wallerstein                                                                         | New York: New Press                           |  |
| 2004 | The Uncertainties of Knowledge                                                                                                 | Immanuel Wallerstein                                                                         | Philadelphia: Temple University Press         |  |
| 2004 | World-Systems Analysis: An Introduction                                                                                        | Immanuel Wallerstein                                                                         | Durham, North Carolina: Duke University Press |  |
| 2004 | Alternatives: The U.S. Confronts the World                                                                                     | Immanuel Wallerstein                                                                         | Boulder, Colorado: Paradigm Press             |  |
| 2006 | European Universalism: The Rhetoric of Power                                                                                   | Immanuel Wallerstein                                                                         | New York: New Press                           |  |
| 2011 | The Modern World-System, vol. IV: Centrist Liberalism Triumphant, 1789–1914                                                    | Immanuel Wallerstein                                                                         | Berkeley: University of California Press      |  |
| 2013 | Uncertain Worlds: World-Systems Analysis in Changing Times                                                                     | Immanuel Wallerstein with Charles Lemert and Carlos Antonio Aguirre Rojas                    | Boulder, CO: Paradigm Publishers              |  |
| 2013 | Does Capitalism Have a Future?                                                                                                 | Immanuel Wallerstein with Randall Collins, Michael Mann, Georgi Derluguian and Craig Calhoun | New York: Oxford University Press             |  |
| 2015 | The World is Out of Joint: World-Historical Interpretations of Continuing Polarizations                                        | Immanuel Wallerstein (editor)                                                                | Boulder, CO: Paradigm Publishers              |  |